# Universidad de Bamberg
La Universidad Otto Friedrich de Bamberg ( en alemán: Otto-Friedrich-Universität Bamberg ) es una universidad alemana con sede en la ciudad de Bamberg, estado de Baviera. Es la universidad más antigua de Baviera y sus intereses giran en torno al estudio de las ciencias humanas, especialmente de la cultura y las ciencias sociales y económicas, a las que recientemente se sumó la informática aplicada.

## Historia

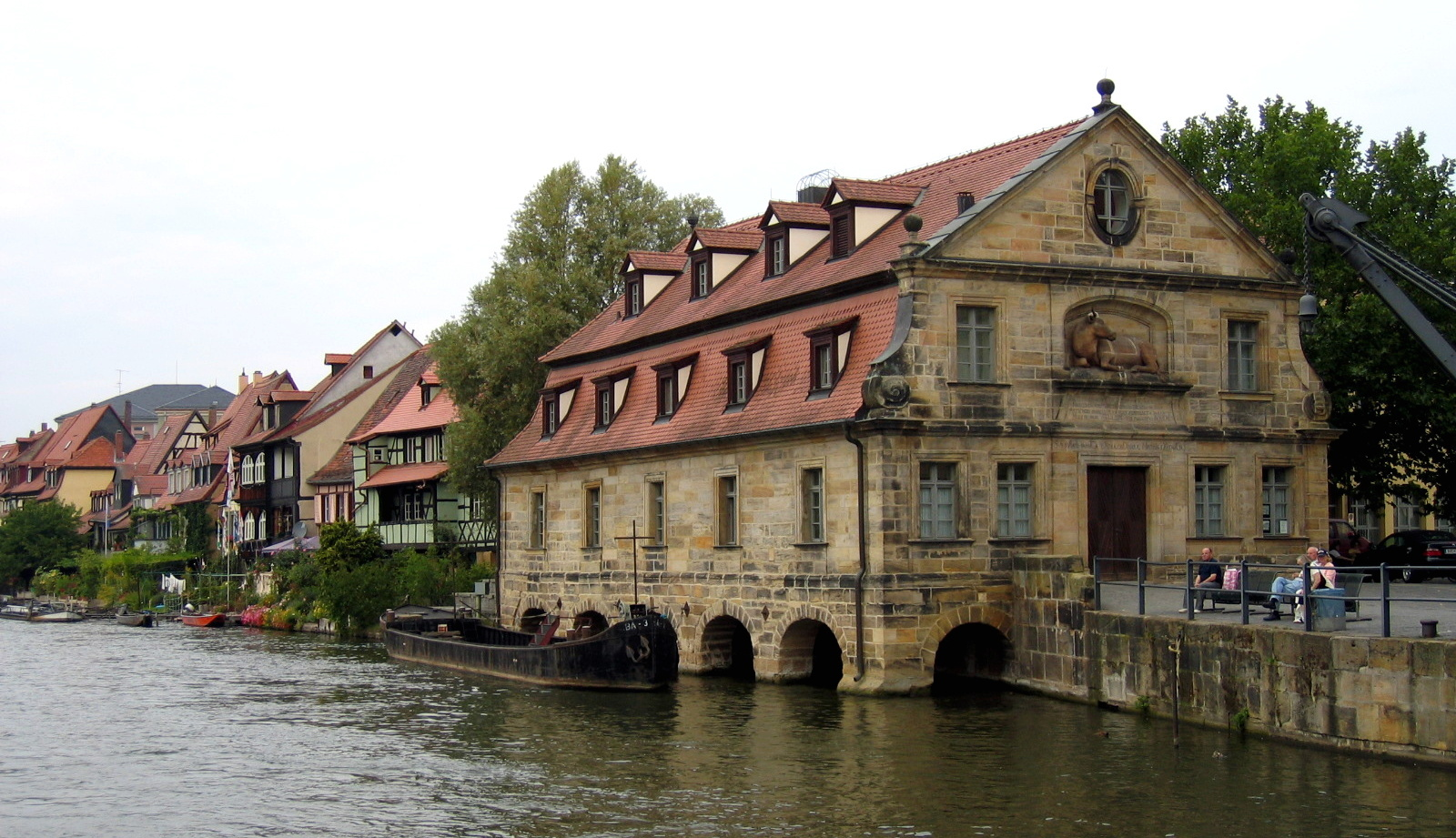
Antiguo Matadero, que ahora forma parte de la universidad.

La institución fue fundada en 1647 bajo el nombre de Academia Bambergensis por el príncipe-arzobispo Melchior Otto Voit von Salzburg, y contaba con dos facultades, las de Filosofía y Teología. Posteriormente, hasta 1770, llevaría el nombre de su fundador, Academia Ottoniana.
Todavía en el siglo XVIII, los príncipes arzobispos Friedrich Karl von Schönborn y Adam Friedrich von Seinsheim, que vivían en la residencia de Wurzburgo, fundaron las facultades de derecho y medicina. Con la consolidación de cuatro facultades, en 1773 el príncipe-arzobispo Adam Friedrich von Seinsheim dio a la institución el nombre de Universitas Ottoniano Fridericiana, en honor a los nombres de dos fundadores.
En 1803 se suspendió el funcionamiento de la universidad, en el marco de la secularización del estado de Baviera, que afectó a las ciudades que tenían príncipes-obispos o príncipes-arzobispos. La enseñanza de la teología católica se mantuvo a través de una escuela secundaria de la ciudad, por lo que la tradición estudiantil no se perdería por completo.
En 1972, los institutos de enseñanza de filosofía y teología, fundados en 1923, se unieron al instituto de pedagogía (fundado en 1958) y nació un nuevo colegio universitario (en alemán: Gesamthochschule), que se transformó en 1979 en la Universidad de Bamberg. El 1 de enero de 1988, la Universidad de Bamberg recuperó su antiguo nombre de "Otto Friedrich".

## Facultades
La Universidad cuenta originalmente con cuatro facultades,  distribuidas de la siguiente manera:
- Facultad de Ciencias Humanas y Culturales ("Geistes- und Kulturwissenschaften")
- Facultad de Ciencias Sociales, Administración y Economía ("Sozial- und Wirtschaftswissenschaften")
- Facultad de Ciencias Humanas ("Humanwissenschaften")
- Facultad de Informática Económica e Informática Aplicada ("Wirtschaftsinformatik und Angewandte Informatik")

La Universidad está situada en una región donde la población es predominantemente católica (el 55% de la población en la región de Baviera es católica y, concretamente, el 34,6% en Bamberg,  motivo por el cual cuenta con un Instituto de Teología Católica ("Institut für Katholische Theologie").  Sin embargo, por su carácter laico, a la universidad no le falta una cátedra de Teología Evangélica en la Facultad de Ciencias Humanas. 